# Zeri Mahbub

Zeri Mahbub, Sultan Mustafa III., 1758

Zeri Mahbub („schönes Geld“) wurden  Goldmünzen im Osmanischen Reich genannt, die seit dem Beginn des 18. Jahrhunderts (ab 1711) durch Sultan Ahmed III. und seine Nachfolger geprägt wurden und über 100 Jahre in Umlauf waren. Ihr Gewicht betrug meist etwa 2,5 bis 2,6 g. Die Münzen wurden in ganzen, halben, viertelten und doppelten Nominalen geprägt.